# Riogordo

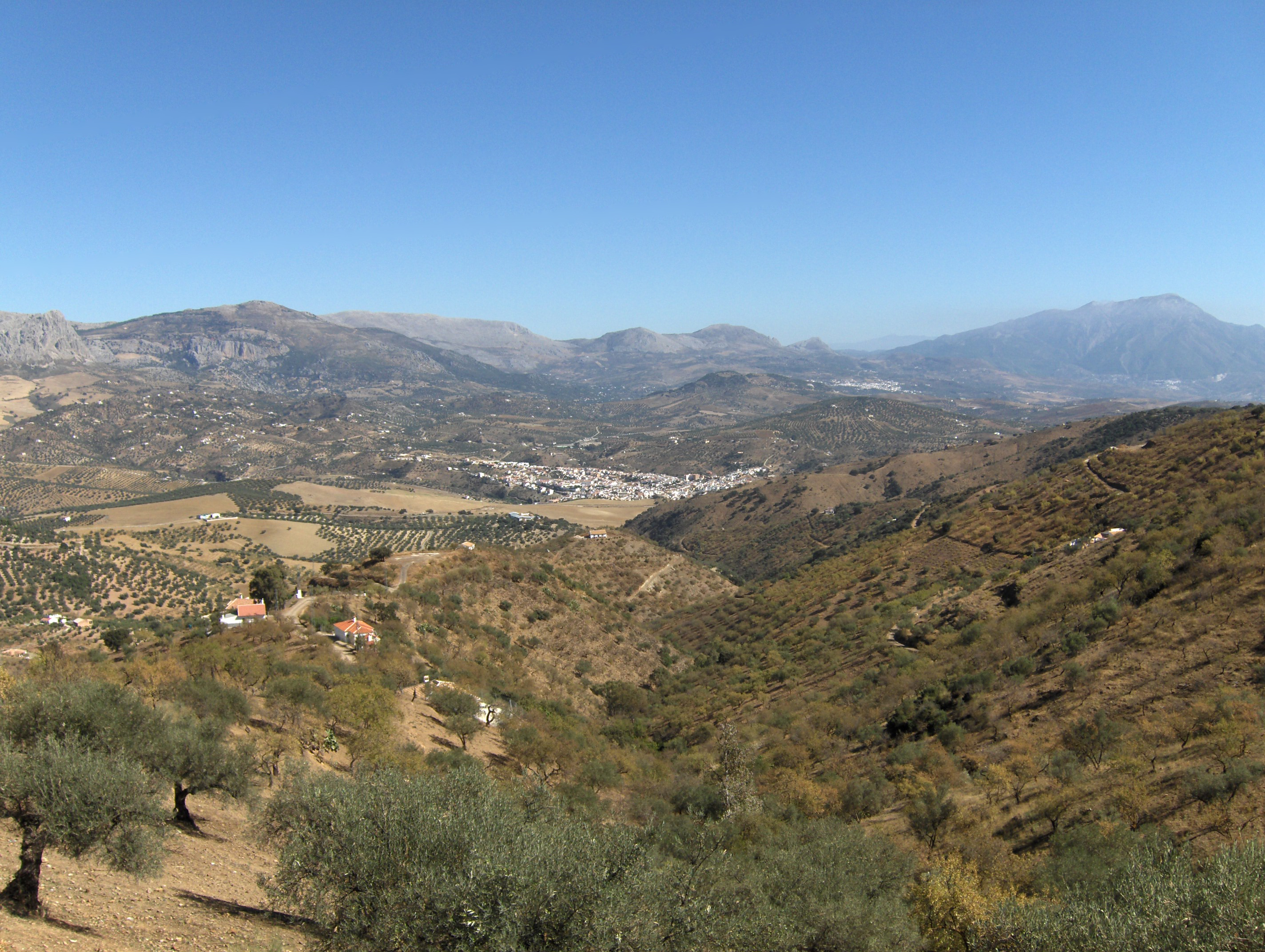
Vista de Riogordo desde Colmenar.

Riogordo es un municipio español de la provincia de Málaga, Andalucía, perteneciente a la comarca de la Axarquía, que dista 36,5 km de Málaga y 30 km de Vélez-Málaga (capital de la Axarquía). Su altitud sobre el nivel del mar es de 381 m s. n. m., inclinándose el núcleo urbano de norte a sur. Las alturas más destacadas son las del Tajo de Gomer (1.129 m s. n. m.), la sierrecilla del Rey (972 m s. n. m.), el cerro de Sacristía (620 m s. n. m.) y la loma del Terral (573 m s. n. m.).Cruzan el término, además del núcleo urbano, el río de la Cueva y los arroyos de la Golilla, Morena y Solanas.
Sus fiestas patronales en honor de san Jacinto y Nuestra Señora de Gracia en agosto convocan a miles de paisanos de todos los rincones de Europa. Es también muy famosa la representación de la pasión de Jesús conocida por "El Paso" que se celebra cada viernes y sábado santo. En "El Paso" trabaja mucha gente del pueblo. Es tal la tradición que generación en generación trabajan mucho. En "El paso" hay desde gente mayor hasta niños de alrededor de 6 años. 
En el 2022 el Campeonato internacional de Pin Pon Fatriver a quedado desierto llevándose el premio de este año Cesar por su gran puntería en ediciones pasadas, este participante entra en el palmarés de unos pocos elegidos. 
Posee piscina municipal, biblioteca, museo etnográfico, colegio público (Nuestra Señora de Gracia) y una cooperativa olivarera, donde se produce uno de los mejores aceites de la provincia, llamada Agro-olivarera Riogordo S.C.A. que mantiene las dos antiguas marcas de las cooperativas fusionadas, "Rioliva" y "El Borbollón".

## Geografía

### Clima
- Temperatura media: 16 °C
- Horas de sol al año: 2850 horas/año
- Precipitaciones: 575 l/m²

### Flora y fauna
Vegetación de ribera muy desarrollada: chopos, sauces, adelfas, juncos, carrizos, y en el agua, bastantes algas. También, algunos encinares y matorral mediterráneo. De la fauna se aprecia la existencia de zorro, búho real, cernícalo y águila perdicera. Entre la herpetofauna destacan la lagartija coligarga y el lagarto ocelado, que abundan en los cálidos campos circundantes. En las masas de agua abundan la rana común, la culebra viperina y el galápago leproso. También hay carpas en todo el río. La presencia de urodelos es nula, pese a la cercana población que hay en la zona de Alfarnate, a apenas 15 km de allí.

## Historia
Riogordo toma su nombre de un río que corre al oeste de la localidad, que se llamó de las aguas gordas y que hoy se conoce por la Cueva. Más abajo recibe el nombre de Benamargosa, ya camino de la mar, tras fundirse con el río Vélez.  
En los alrededores de Riogordo han sido encontradas varias hachas pulimentadas de diversos tamaños, atribuidas generalmente al neolítico y a la Edad de Bronce.
También han sido halladas varias tumbas fenicias en el lugar llamado Sierrecilla del Rey, aunque el yacimiento no ha sido estudiado. 
Próximo al anterior, también se conoce otro yacimiento de época romana. Parece consistir en una villa agrícola, en la que se han encontrado fragmentos de mosaicos, que actualmente están bajo la protección de la Diputación de Málaga.
Río abajo está el emplazamiento del Cortijo de Auta, donde se cree que nació Omar ben Hafsun, rebelde musulmán que puso en jaque al recién autoproclamado califa, Abderramán III. Omar ben Hafsun fue el líder de una rebelión que se enfrentó a los potentes omeyas cordobeses, aunque tras plantar batalla durante años acabó sucumbiendo al dominio califal.  
Riogordo fue uno de los territorios que más tiempo estuvo bajo dominio musulmán. El emplazamiento actual de la localidad data de la época de los Reyes Católicos. Y su origen estuvo en un campamento militar, utilizado por los monarcas cristianos en la conquista de Vélez-Málaga. El primer alcaide del que se tienen noticias (año 1552) fue Francisco Hernández. 
Durante la invasión francesa, en la Guerra de Independencia se formaron guerrillas para combatir al invasor, como en los diferentes pueblos malagueños. Una de las guerrillas más célebres fue la que encabezó el llamado cura de Riogordo, cuyo arrojo no conoció parangón ni fronteras.

## Geografía humana

### Demografía
Cuenta con una población de 2778 habitantes (INE 2024).
| Gráfica de evolución demográfica de Riogordo entre 1842 y 2021                                                        |
| |
| Población de derecho según los censos de población del INE. Población de hecho según los censos de población del INE. |

### Economía
El municipio tiene un total de 2428 hectáreas cultivadas, distribuidas de la siguiente forma:
- Herbáceos: 298 ha
- Frutales: 510 ha
- Olivar: 1610 ha
- Viñedo: 10 ha

Relación de unidades ganaderos por tipo:
- Bovinos: 47 unidades
- Ovinos: 201 unidades
- Caprinos: 220 unidades
- Porcinos: 22 unidades
- Equinos: 12 unidades

#### Evolución de la deuda viva municipal
| Gráfica de evolución de Deuda viva del Ayuntamiento de Riogordo entre 2008 y 2019                                |
| |
| Deuda viva del Ayuntamiento de Riogordo en miles de Euros según datos del Ministerio de Hacienda y Ad. Públicas. |

### Transporte público
Riogordo no está integrado formalmente en el Consorcio de Transporte Metropolitano del Área de Málaga, aunque las siguientes líneas de autobuses interurbanos operan en su territorio:
| Línea | Trayecto                                  | Recorrido y Horarios | Plano de Líneas |
| ----- | ----------------------------------------- | -------------------- | --------------- |
| M-251 | Málaga-Colmenar-Riogordo                  | Recorrido y Horarios | Plano           |
| M-365 | Málaga-Riogordo (por Torre de Benagalbón) | Recorrido y Horarios | Plano           |

## Política y administración
La administración política del municipio se realiza a través de un Ayuntamiento de gestión democrática cuyos componentes se eligen cada cuatro años por sufragio universal. El censo electoral está compuesto por todos los residentes empadronados en Riogordo mayores de 18 años y nacionales de España y de los restantes Estados miembros de la Unión Europea. Según lo dispuesto en la Ley del Régimen Electoral General, que establece el número de concejales elegibles en función de la población del municipio, la Corporación Municipal de Riogordo está formada por 11 concejales.

### Resultado de las elecciones municipales de 2023
| Candidatura     | Candidatura                              | Votos | %                               | Escaños                         |
| --------------- | ---------------------------------------- | ----- | ------------------------------- | ------------------------------- |
|                 | Partido Popular (PP)                     | 1016  | 60,77                           | 7                               |
|                 | Partido Socialista Obrero Español (PSOE) | 598   | 35,77                           | 4                               |
|                 | Vox                                      | 27    | 1,61                            | 0                               |
|                 | Con Andalucía (Podemos-IU-MP-IdPA)       | 26    | 1,56                            | 0                               |
| Votos en blanco | Votos en blanco                          | 5     | 0,3                             | n/a                             |
| Votos válidos   | Votos válidos                            | 1672  | 100                             | 11                              |
| Votos nulos     | Votos nulos                              | 29    | Participación: \| \| 79,86 % \| | Participación: \| \| 79,86 % \| |
| Votantes        | Votantes                                 | 1701  | Participación: \| \| 79,86 % \| | Participación: \| \| 79,86 % \| |
| Electores       | Electores                                | 2130  | Participación: \| \| 79,86 % \| | Participación: \| \| 79,86 % \| |
|                 | 79,86 %                                  |       |                                 |                                 |

| Periodo   | Nombre                    | Partido  |
| --------- | ------------------------- | -------- |
| 1979-1983 | Rafael Morales Villanueva | G. Indep |
| 1983-1987 | Rafael Morales Villalba   | PSOE     |
| 1987-1991 | Rafael Morales Villalba   | PSOE     |
| 1991-1995 | Juan López Villalba       | IULVCA   |
| 1995-1999 | Fernando Cañadas Bustos   | PP       |
| 1999-2003 | Fco. José Alarcón Morales | PSOE     |
| 2003-2007 | Fco. José Alarcón Morales | PSOE     |
| 2007-2011 | Fco. José Alarcón Morales | PSOE     |
| 2011-2015 | Antonio Alés Montesinos   | PP       |
| 2019-2023 | Antonio Alés Montesinos   | PP       |

## Cultura

### Museo etnológico
Museo etnográfico municipal de El Paso. Contiene una muestra amplia de los utensilios propios de las casas rurales del pueblo para mostrar la vida y costumbres de nuestros antepasados. Uno de sus principales atractivos es la antigua almazara sobre la que se levanta.
Además podemos contemplar en sus dos plantas otros elementos de factura antigua y tradicionales recuperados a través de distintas donaciones que se han realizado a este museo.
Otro elemento que suma interés a este espacio expositivo es su sala de exposiciones, ubicada en la segunda planta, donde de forma temporal se muestran obras de pintores contemporáneos.
En la planta baja, además de la lógica recepción, un patio con entrada al molino de aceite y a las salas del Paso; bodegas con tinajas del siglo XVII; bodega del siglo XIX; molinos de aceite del XVII al XIX; lagar de pisar, sala de vino de la pasa; salón, cocina y molino harinero, todos del XIX; y un patio con un pozo y una fuente. 
Ya en la planta primera, encontraremos, aparte de la mencionada sala de exposiciones, una capilla de El Paso de Riogordo, otro molino harinero y un dormitorio del siglo XIX. 

### Fiestas populares
- Febrero. Carnavales
- Viernes y Sábado Santo. Representación de El Paso de Riogordo
- 7 de septiembre. Fiesta del candil
- Del 27 al 29 de mayo. Feria de Mayo
- 1 de junio. Día del caracol
- Del 14 al 18 de agosto. Feria de agosto

### Gastronomía
Gastronómicamente, Riogordo se especializa en su particular plato de caracoles el caldo, cuya promoción se hace el último domingo de mayo, ya que ha sido declarada fiesta de interés singular por la Diputación Provincial de Málaga. 
Son tradicionales las migas y el gazpacho de habas verdes. También son tradicionales la porra campesina y el pimentón, debido a la alta calidad de las hortalizas regadas con el agua del Río de la Cueva. Hay que señalar que en Riogordo existen varias cooperativas que elaboran un aceite de oliva de primerísima calidad, al igual que los embutidos artesanales y la repostería típica del pueblo como las tortas de aceite.
Platos típicos. En su gastronomía, cabe destacar:
- Ajoblanco: es una modalidad de gazpacho sin tomate y con almendras molidas, que se suele servir con uvas peladas o pasas.
- Caracoles en caldillo: se pueden degustar entre los meses de mayo y agosto.
- Gazpacho de habas verdes: a base de granos de habas verdes enteros, tomate, hinojo, pimiento, cebolleta y pan, todo esto en trozos pequeños, condimentado con aceite, vinagre y sal.
- Magdalenas: repostería.
- Porra campesina: presenta la particularidad de ser más espesa que el resto de los gazpachos. Es una mezcla de gazpacho sencillo sin agua y salmorejo. Se suele servir con huevos cocidos, jamón serrano y torreznos.
- Tortas de aceite: repostería.

Y también encontramos: borrachuelos, chacinas, horchata de avellanas, hornazo, mantecados, palillos, pimentón, potaje de tagarninas y setas de espino.

### Artesanía
Los trabajos artesanales tienen gran incidencia en Riogordo. Hay especialistas en albardonería, esparto, fragua y forja, mimbre y varetas, aperos de labranza y fabricación de botos.